# The Lion King Original Motion Picture Soundtrack (2019)
Die Musik für den Film Der König der Löwen von Jon Favreau wurde von Hans Zimmer und Elton John komponiert. Das Album wurde am 11. Juli 2019 von Walt Disney Records veröffentlicht.

## Entstehung
Wie bereits bei dem Originalfilm von 1994 komponierte Hans Zimmer auch für das Remake Der König der Löwen von Jon Favreau die Filmmusik. Ebenso komponierte Elton John zwei neue Songs für den Soundtrack, er enthält aber auch einige von Johns Songs für den Film von 1994. Fünf der Songs wurden von Pharrell Williams produziert.

## Veröffentlichung
In der Nacht der Premiere des Films am 9. Juli 2019 im Dolby Theatre in Hollywood wurde vorab der auf dem Album enthaltene Song Spirit veröffentlicht.
Das Album, das insgesamt 19 Musikstücke umfasst, wurde am 11. Juli 2019 von Walt Disney Records als Download und am 19. Juli 2019 auch in physischer Form veröffentlicht. Der deutsche Originalversion-Soundtrack mit den deutschen Synchronstimmen wurde am selben Datum veröffentlicht.

## Titelliste
1. Lindiwe Mkhize / Lebo M: Circle of Life / Nants' Ingonyama
2. Hans Zimmer: Life's Not Fair
3. Hans Zimmer: Rafiki's Fireflies
4. JD McCrary / Shahadi Wright Joseph / John Oliver: I Just Can't Wait to Be King
5. Hans Zimmer: Elephant Graveyard
6. Chiwetel Ejiofor: Be Prepared (2019 Version)
7. Hans Zimmer: Stampede
8. Hans Zimmer: Scar Takes the Throne
9. Billy Eichner / Seth Rogen / JD McCrary / Donald Glover: Hakuna Matata
10. Hans Zimmer: Simba Is Alive!
11. Billy Eichner / Seth Rogen: The Lion Sleeps Tonight
12. Beyoncé / Donald Glover / Billy Eichner / Seth Rogen: Can You Feel the Love Tonight
13. Hans Zimmer: Reflections of Mufasa
14. Beyoncé: Spirit
15. Hans Zimmer: Battle for Pride Rock
16. Hans Zimmer: Remember
17. Elton John: Never Too Late
18. Lebo M: He Lives in You
19. Lebo M: Mbube

## Rezeption
Sandra Gonzalez von CNN schreibt: „In Spirit Beyoncé masterfully showcases her power and vocal acrobatic skills.“

## Charterfolge
In der Woche nach seiner Veröffentlichung stieg Spirit auf Platz eins in die Kid Digital Song Sales Charts ein. Am 19. Juli 2019 stieg der Song auf Platz 80 in die UK-Top-100, am 26. Juli 2019 auf Platz 98 in die Billboard Hot 100 ein.
Am 19. Juli 2019 stieg das Album auf Platz 16 in die US-amerikanischen Billboard-Soundtrack-Album-Charts (Folgewoche Platz 2) und auf Platz 10 in die Soundtrack-Album-Charts im Vereinigten Königreich ein (Folgewoche Platz 1). Am 26. Juli 2019 stieg er auf Platz 31 in die Billboard 200 (Folgewoche Platz 13) und auf Platz 76 in die Top 100 im Vereinigten Königreich ein.

## Auszeichnungen
Bei der anstehenden Oscarverleihung 2020 befanden sich die Songs Never Too Late und Spirit in einer Shortlist in der Kategorie Bester Song. Im Folgenden weitere Nominierungen.
Critics’ Choice Movie Awards 2020
- Nominierung als Bester Song („Spirit“)

Golden Globe Awards 2020
- Nominierung als Bester Filmsong („Spirit“, Beyoncé)

Grammy Awards 2020
- Nominierung als Best Pop Solo Performance („Spirit“, Beyoncé)
- Nominierung als Best Score Soundtrack for Visual Media (Hans Zimmer)

Hollywood Music in Media Awards 2019
- Nominierung als Bester Song – Spielfilm („Spirit“, Ilya Salmanzadeh, Labrinth und Beyoncé)[18]

NAACP Image Awards 2020
- Nominierung als Bestes Soundtrack/Compilation Album
- Nominierung als Bester Song – Traditional („Spirit“, Beyoncé)[19]